# Haszid öltözködés

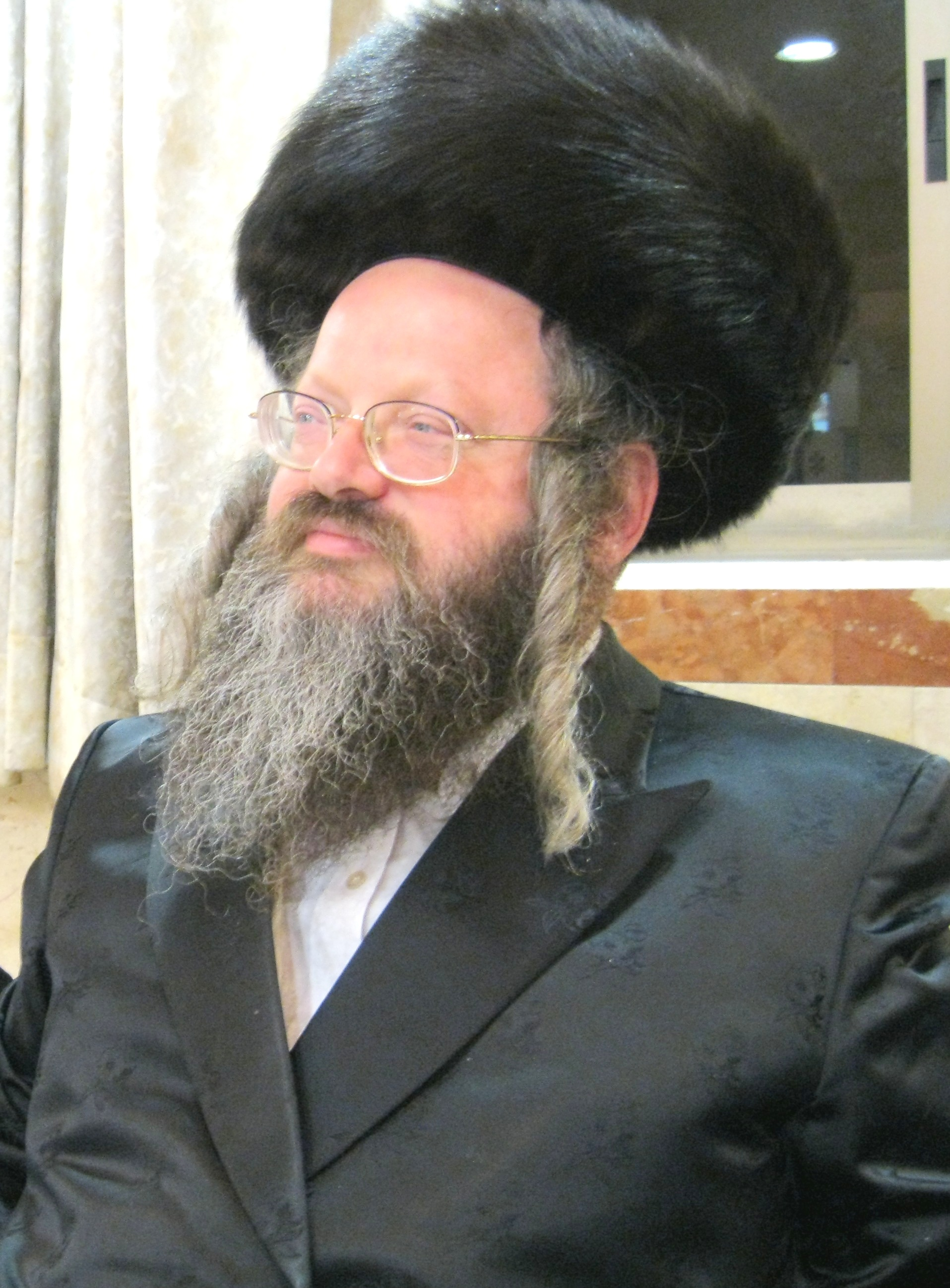
Izraeli rabbi hagyományos szőrmekalapban, strájmliban

A haszidizmus követői mai napig örzik a stetl öltözködését.
A sábát napi öltözék: prém strájmli (Shtreimel), vagy ha nincs, akkor fekete kalap; hosszú fekete kaftán (bekishe), fehér harisnya vagy zokni és fekete lakkcipő.
Nyakkendőt nem viselhetnek, mert elválasztja az agyat a szívtől. De amikor imádkoznak, viselhetnek gartelt (övet).
A férjes asszonyok illemből kalappal vagy kendővel fedik be a fejüket, mert a szabadon lévő hajat a meztelenség egyik formájának tekintik.
A strájmli, strámli egykor a kelet-európai zsidók körében népszerű, széles karimájú kalap volt, főleg a haszidok viselték sábátkor és ünnepeken. A kalap kerek, selyemből vagy bársonyból készült közepét tizenhárom barna cobolyprém vette körül (a rabbik strájmlijának oldalán 13 cobolyfarok lógott). A strájmli alatt kisméretű kipát (jármülkét) viseltek. A strájmli egykor a lengyelek öltözékének egy darabja volt, melyet a zsidók akkor vettek át, amikor Lengyelországban a nyugati öltözködés kezdett terjedni. Ezáltal elkülönültek a katolikus lengyelektől, s a strájmli lassanként különleges zsidó viseletnek kezdett számítani. A vőlegény először esküvőjén teszi fel a strájmlit. Ma a strájmli viselete az ortodox zsidóktól különbözteti meg a haszidokat, az ortodox zsidók ugyanis szokványos kalapot hordanak.
A bekishe vagy kaftán a haszidok ünnepi öltözékének fontos része. Fekete selyemből, újabban poliészterből készül.
A gartel jelentése öv. Jiddis szó. Imádkozáskor szokták viselni, hogy elválasszák a szívet a nemi szervektől.